# Östergötland (condado)
O Condado da Östergötland (em sueco: Östergötlands län;  ouça a pronúncia) é um dos 21 condados em que a Suécia está atualmente dividida.                                                                                                            Está localizado no nordeste da região histórica da Götaland.  

Coincide fundamentalmente com a província histórica da Östergötland, abrangendo ainda pequenas parcelas da Småland, da Södermanland e de Närke.

Ocupa 2,5% da superfície total do país, e tem uma população de cerca de 471 964 habitantes (2024).                                                                           A sua sede administrativa (residensstad) está na cidade de Linköping.

## História
O Condado da Östergötland adquiriu a sua forma atual em 1719.

### O condado atual
Abrange atualmente a província histórica da Östergötland, e ainda o nordeste da Småland e o sudeste da Södermanland.

A Svealand
A Província histórica da Östergötland
O Condado da Östergötland

### Brasão
O brasão do condado da Östergötland foi herdado diretamente da província histórica de Östergötland.                                      Quando é representado com uma coroa real, simboliza o ”Conselho Administrativo do Condado da Östergötland” (Länsstyrelsen i Östergötlands län).

## Geografia
O condado está banhado a leste pelo Mar Báltico, e tem limites a sul com os condados de  Kalmar e Jönköping, a oeste com a Västra Götaland, e a norte com Örebrö e Södermanland. 

### Comunas
O condado está subdivido em 13 comunas (kommuner):

| - Åtvidaberg - Boxholm - Finspång - Kinda - Linköping - Mjölby - Motala - Norrköping - Ödeshög - Söderköping - Vadstena - Valdemarsvik - Ydre |

### Cidades e localidades principais
Os maiores centros urbanos do condado eram em 2020:

| Nr | Nome        | População |
| -- | ----------- | --------- |
| 1  | Linköping   | 115 682   |
| 2  | Norrköping  | 98 088    |
| 3  | Motala      | 31 340    |
| 4  | Mjölby      | 13 959    |
| 5  | Finspång    | 13 261    |
| 5  | Söderköping | 7 547     |
| 5  | Åby         | 7 157     |

### Comunicações
O condado é atravessado pelas estradas europeias E4 e E22,
e por várias estradas nacionais, entre as quais:  a 34 (Motala, Linköping) e a 51 (Finspång, Norrköping).

É igualmente cruzada pela ferrovia Linha do Sul, ligando Estocolmo a Malmo. Dispõe de aeroportos em Linköping e Norrköping, e de um grande porto em Norrköping.

### Educação

#### Ensino superior
- Universidade de Linköping (Linköpings universitet; Linköping)

## Política e administração regional

### Órgão administrativo regional
Como subdivisão regional, o condado é chefiado por um governador (landshövding), nomeado pelo governo, e tem a missão de executar as tarefas administrativas do estado nesse mesmo condado, contando para tal com o ”Conselho Administrativo do Condado da Östergötland” (Länsstyrelsen i Östergötlands län). 

### O condado e a região
No mesmo território do Condado da Östergötland (län), opera a Região Östergötland (region). Enquanto que o condado é um órgão administrativo – cujo governador é nomeado pelo estado, a região é um órgão político - eleita pelos cidadãos, e responsável pela gestão local da saúde, transportes, cultura, etc…

### O condado na União Europeia
No âmbito da União Europeia, o Condado da Östergötland é uma unidade estatística do tipo (Nuts 3).

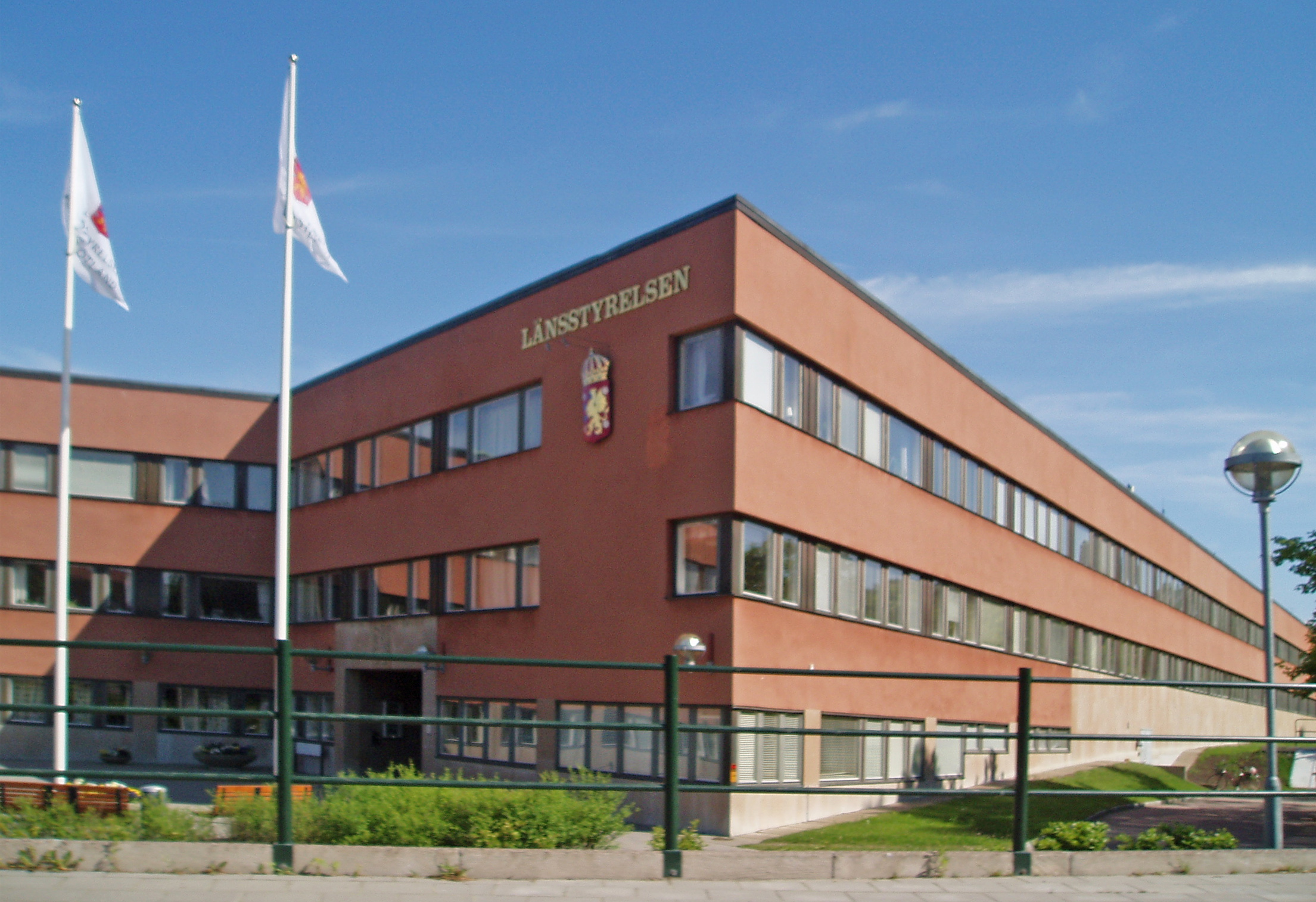
Edifício do Conselho Administrativo do Condado da Östergötland (Länsstyrelsen i Östergötlands län)
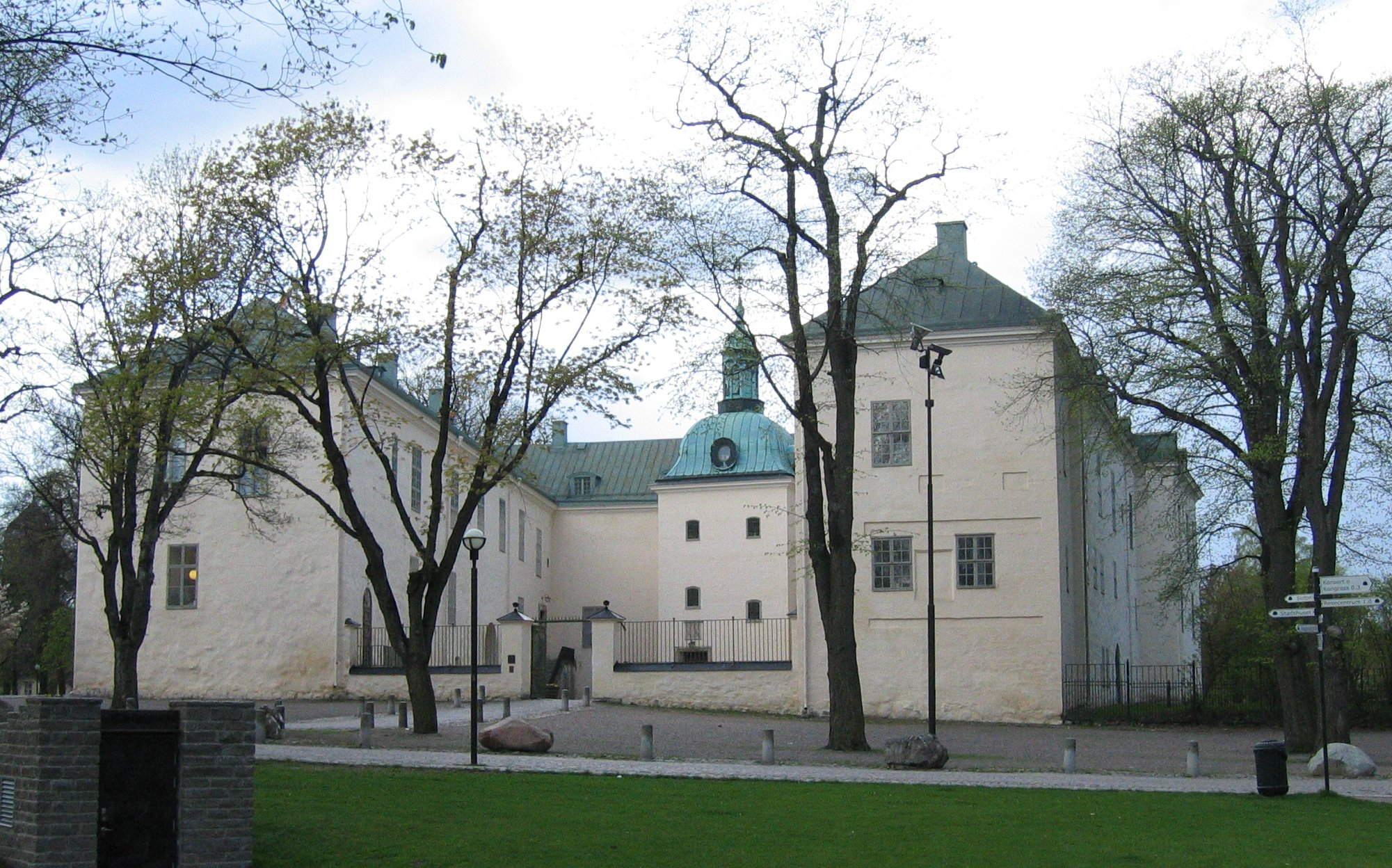
Residência do governador, no palácio de Linköping
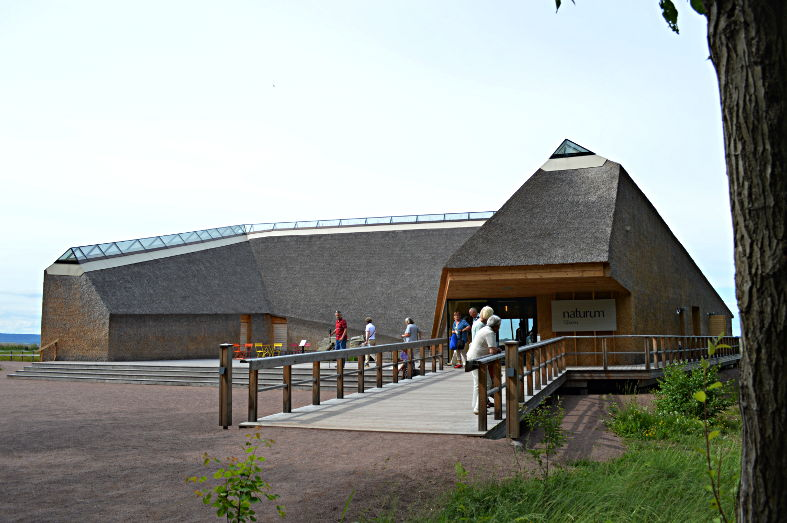
O ”centro da natureza” Naturum, junto ao lago Tåkern